# ミレーヌ・ディン＝ロビック
ミレーヌ・ディン＝ロビック（Mylène Dinh-Robic、1979年4月17日 - ）は、カナダの女優。

## 出演作品
- ソーラー・ストライク2013
- リスナー 心を読む青い瞳 シーズン3（オリビア・フォーセット）
- リスナー 心を読む青い瞳 シーズン2（オリビア・フォーセット）
- リスナー 心を読む青い瞳 シーズン1（オリビア・フォーセット）
- スターゲイト：アトランティス シーズン4